# Krautfleisch
Krautfleisch oder auch Szegediner Krautfleisch ist ein Ragout der österreichischen Küche – zubereitet aus Schweinefleisch und Sauerkraut. Man verwendet Würfel von Schweineschulter oder Bauchfleisch (auch mit Schwarte), die erst mit paprizierten gerösteten Zwiebelwürfeln, Kümmel und Knoblauch halbgar gedünstet werden, danach mit etwa der gleichen Menge Sauerkraut unter Zugabe von Suppe (Brühe) oder Wasser weichgedünstet. Kurz vor Ende der Garzeit wird das Ragout mit geriebener roher Kartoffel sämig gebunden. Beilagen sind Knödeln oder Salzkartoffeln.
Szegediner Krautfleisch unterscheidet sich vom Szegediner Gulasch, welches mit Mehl und Sauerrahm gebunden wird.  Nach Christoph Wagner werden beide Speisen miteinander verwechselt, da sie sich ähneln, wobei es aber eher so ist, dass Szegediner- und Székely-Gulyás dieselbe Speise sind, hingegen das Szegediner Krautfleisch eine andere.